# Ujiie Naotomo
Ujiie Naotomo (安藤 守就?; 1512 – 4 luglio 1571) conosciuto anche come Ujiie Bokuzen (氏家ト全?), fu un samurai del periodo Sengoku.
Naotomo fu figlio di Ujiie Yukikuni. Faceva parte del cosiddetto "Triumvirato di Mino" (西美濃三人衆?, Nishi Mino Sanninshū) assieme a Inaba Yoshimichi e Andō Morinari.  
Nel 1567 si unirono a Oda Nobunaga.
Prese parte alla battaglia di Anegawa nel 1570. Morì combattendo gli Ikkō-ikki nel primo assedio di Nagashima sotto il comando di Shibata Katsuie.

## Famiglia e parenti
- Ujiie Yukikuni (padre)
  - Ujiie Naomasa (figlio)
  - Ujiie Yukihiro (figlio)
  - Ujiie Yukitsugu (figlio)

Altri appartenenti al clan Ujiie
- Ujiie Mitsuuji
- Ujiie Sadanao